# 馬彥森
馬彥森（?—?），浙江省台州府臨海縣人，清朝政治人物、進士出身。
光緒三年（1877年），参加丁丑科殿試，登進士二甲第73名。同年五月，分部學習。